# Anguirel
Anguirel is een zwaard dat in het boek De Silmarillion van J.R.R. Tolkien voorkomt.
Het was het Tweelingzwaard van Anglachel gemaakt door de elfensmid Eöl.
Het was gemaakt van een zwart metaal dat van een vallende ster afkomstig was, dit had als gevolg dat het zwaard zelf ook zwart was.
In tegenstelling tot Anglachel beleefde dit zwaard geen noemenswaardige avonturen.
Na de dood van Eöl kwam het in het bezit van Maeglin, Eöls zoon.
Na diens dood kwam het in bezit van Turgon, Maeglins oom.
Wat er na zijn dood met het zwaard gebeurde is onbekend.
Waarschijnlijk werd het vernietigd tijdens de val van Gondolin.